# Колеус
Колеус блюза [Архівовано 3 вересня 2021 у Wayback Machine.]
Колеус (Coleus) — рослини, що належать до родини глухокропивові або Губоцвіті.

## Походження
Батьківщина колеусу — тропічні ліси Південно-Східної Азії та Африки.

## Особливості назви рослини
Назва рослини походить від грецького слова «kleos», що означає «футляр». Серед квітникарів колеус відомий під назвами «кротон бідняка», оскільки її строкате листя нагадує листя кротону. В побуті колеус називають «помийна рослина» чи «кропивка» за схожість її листя із кропивою.

## Опис рослини
Колеус — багаторічна невисока травяниста рослина. Життєва форма — напівкущик. Стебло колеуса ребристе, чотиригранне, м'ясисте. В процесі росту нижня частина стебла дерев′яніє. Висота рослини залежить від виду: від 10 до 80 см. Листя природних видів колеусу нагадують кропиву. Листя опушене, серцеподібне, супротивне, зубчасте. В залежності від виду листова пластинка має розмір від 2 до 15 см. Забарвлення листя  різнобарвне — поєднання зеленого, бордового, жовтого, червоного кольорів. Воно може бути як однотонне, так і яскраве, з кольоровими прожилками, п′ятнами, смужками, крапками, каймою по краю. У колірній палітрі листя колеуса відсутній тільки чистий синій колір, його замінює глибокий темно-фіолетовий. Квіти колеуса дрібні блакитні або лілові, зібрані в колосоподібні суцвіття. Особливого зацікавлення цвітіння декоративнолистого колеусу у квітникарів не викликає.

## Вирощування колеусу
Головна перевага колеусу, крім його строкатої краси — простота у догляді. Ця рослина може вирощуватися як в кімнатних умовах, так і в природі. Колеус садовий найчастіше вирощують як однорічник та при висаджуванні рослини у горщики вона стає багаторічником.
Колеус розмножується насіннєвим способом, стеблевими черенками — живцюванням. Висівають насіння краще за все в лютому- березні. При живцюванні від куща відрізаються гілочки близько 10 см, видаляється листя з нижньої частини, саджаються у ґрунт та накриваються поліетиленом чи пластиковою пляшкою для створення парникового ефекту. Коріння з'являється за 8-10 днів, відразу можливо пересаджувати живець на постійне місце. У садовий ґрунт колеуси висаджують тільки після остаточного настання теплих днів. Посадка колеусу не вимагає якихось особливих знань чи навичок. Догляд за колеусом передбачає рясний полив, особливо в літню посуху. У теплу пору року необхідно регулярно обприскувати рослини не під сонячними променями, а в затінку. Взимку в опалювальній кімнаті підтримується вологість повітря.
Протягом періоду активного росту колеус не один раз прищипується, що стимулює розгалуження куща, його омолодження.
Зі шкідників небезпечні для колеусу тля, павутинні кліщі та білокрилки.

## Види колеусів
Рід колеусів нараховує понад 200 гібридних видів.  В основі їх походження — колеус Блюме, що росте в лісах острова Ява.
Колеус Блюме (лат.Coleus blumeii) і його численні різновиди є найпопулярнішим серед квітникарів. Це напівчагарник із пагонами заввишки до 80 см, які біля основи з часом дерев'яніють. Найкращі сорти: Чорний дракон — коричнево-фіолетове рифлене по краях листя з червоними прожилками; гібриди серії Візард — колеус Візард Золотий із жовто-салатовим листям, Візард Вечірня Зоря з вогненно-червоним листям і вузькою зеленуватою облямівкою, Візард Нефрит з широкою зеленою облямівкою на білому листі.
У кімнатному квітникарстві зазвичай вирощують колеус гібридний (лат.Coleus hybridus) — рослину не дуже велику й невибагливу. Висота колеусу гібридного досягає одного метра, стебло має квадратний переріз. Листя подовжено-овальні з пильчастими краями. Залежно від того, розташована рослина в тіні чи на сонці, колір листя може бути зеленим або бордовим відповідно.
Як декоративну ампельну рослину вирощують колеус Ренельта (лат.Coleus rehneltianus) родом зі Шрі-Ланки з пагонами до 50 см завдовжки. Листя у цього виду супротивне, на довгих ніжках, широкосерцеподібне з хвилястими берегами, прикрашені різнокольоровими жилками — жовтими, фіолетовими, коричневими, червоними.